# Sers, Charente
Sers (occitanska: Sar) är en kommun i departementet Charente i regionen Nouvelle-Aquitaine i västra Frankrike. Kommunen ligger  i kantonen Villebois-Lavalette som ligger i arrondissementet Angoulême. År 2022 hade Sers 903 invånare.

## Befolkningsutveckling
Antalet invånare i kommunen Sers
Referens:INSEE